# Middle of Nowhere (album)
Middle of Nowhere è il primo album studio degli Hanson uscito sotto una major, la Mercury/Universal, pubblicato il 6 maggio 1997 negli USA e in seguito negli altri paesi.
L'album ha reso celebre nel 1997 il trio rock dei fratelli Hanson, originari di Tulsa, Oklahoma. Trainato dalla hit Mmmbop l'album ha venduto più di 8 milioni di copie in tutto il mondo e ad oggi rappresenta, in termine di vendite, il miglior lavoro della band.

## Il disco
Oltre ad Mmmbop, dall'album uscirono come singoli, Where's The Love, I Will Come To You, Weird e Thinking Of You.
Per sentire la bonus track Man From Milwaukee (Garage Mix), bisogna scorrere diverse tracce mute (dalla 12 alla 21) dopo With You In Your Dreams o attendere alcuni momenti. La canzone non è presente nel formato musicassetta.
In precedenza avevano autoprodotto due album, Mmmbop (contenente una versione differente della celebre Mmmbop, dal titolo Mmmbop (Long Version)) e Boomerang, confinati al solo mercato locale.
Il cantante principale della band, Taylor, quattordicenne all'epoca della registrazione dell'album, subì la naturale muta della voce in quel periodo, infatti la differenza tra Mmmbop (Long Version) dell'album autoprodotto Mmmbop del 1996 e i brani di Middle of Nowhere del 1997 (tra cui la nuova famosa versione Mmmbop), in termini di voce, è notevole.
Con 10 milioni di copie vendute è l'album di maggior successo del gruppo.

## Tracce
Tutte le canzoni dell'album sono scritte dagli Hanson, eventuali collaborazioni (accreditate nell'album), sono citate di seguito.
1. Thinking Of You - 3:13
2. Mmmbop - 4:28
3. Weird - 4:02 (Desmond Child)
4. Speechless – 4:20 (Stephen Lironi)
5. Where's The Love – 4:13 (Mark Hudson, Sander Salover)
6. Yearbook – 5:29 (Ellen Shipley)
7. Look At You – 4:28 (Stephen Lironi)
8. Lucy – 3:35 (Mark Hudson)
9. I Will Come To You – 4:11 (Barry Mann, Cynthia Weil)
10. A Minute Without You – 3:55 (Mark Hudson)
11. Madeline – 4:13 (Cliff Magness)
12. With You In Your Dreams – 3:56

Bonus track
1. Man From Milwaukee (Garage Mix) - 3:38

## DVD
Il 5 maggio 2007 la band ha organizzato per festeggiare i 10 anni da Middle Of Nowhere, un concerto, riproponendo in chiave diversa lo stesso album. Questo live è stato racchiuso nel DVD Middle Of Nowhere Acoustic.

## Formazione
- Isaac Hanson - chitarra elettrica ed acustica, basso, voce e cori
- Taylor Hanson - pianoforte e tastiere, chitarra elettrica ed acustica, batteria e percussioni, voce e cori
- Zac Hanson - batteria e percussioni, pianoforte e tastiere, chitarra elettrica ed acustica, voce e cori

## Classifiche

### Classifiche settimanali
| Classifica (1997) | Posizione massima |
| ----------------- | ----------------- |
| Australia         | 1                 |
| Austria           | 2                 |
| Belgio (Fiandre)  | 2                 |
| Belgio (Vallonia) | 15                |
| Canada            | 4                 |
| Danimarca         | 5                 |
| Europa            | 3                 |
| Finlandia         | 4                 |
| Francia           | 15                |
| Germania          | 1                 |
| Giappone          | 10                |
| Irlanda           | 6                 |
| Italia            | 23                |
| Malaysia          | 4                 |
| Norvegia          | 7                 |
| Nuova Zelanda     | 4                 |
| Paesi Bassi       | 5                 |
| Regno Unito       | 1                 |
| Stati Uniti       | 2                 |
| Svezia            | 4                 |
| Svizzera          | 2                 |

### Classifiche di fine anno
| Classifica (1997) | Posizione |
| ----------------- | --------- |
| Australia         | 3         |
| Austria           | 22        |
| Belgio (Fiandre)  | 13        |
| Belgio (Vallonia) | 43        |
| Francia           | 36        |
| Germania          | 37        |
| Nuova Zelanda     | 16        |
| Regno Unito       | 61        |
| Stati Uniti       | 13        |
| Svezia            | 16        |
| Svizzera          | 14        |
| Classifica (1998) | Posizione |
| Stati Uniti       | 41        |

### Classifiche di fine decennio
| Classifica (1990-99) | Posizione |
| -------------------- | --------- |
| Stati Uniti          | 89        |